# Törpeantilopok
A törpeantilopok (Neotragini) az emlősök (Mammalia) osztályának párosujjú patások (Artiodactyla) rendjébe, ezen belül a tülkösszarvúak (Bovidae) családjába és az antilopformák (Antilopinae) alcsaládjába tartozó nemzetség.
A nemzetségbe 13 élő faj tartozik.

## Tudnivalók
Ez az emlősnemzetség az afrikai elterjedésű, apró méretű antilopokat foglalja magába. Egyes rendszerező szerint, ezek az állatok megjelenésben és viselkedésben annyira eltérnek a többi antilopformától, hogy külön alcsaládot kéne alkotni nekik Neotraginae név alatt; ilyen rendszerező a német emlősszakértő Theodor Haltenorth, aki már 1963-ban ezt javasolta.

## Rendszerezés
A nemzetségbe az alábbi 7 élő nem tartozik:
- Dorcatragus Noack, 1894
- dikdikek (Madoqua) (Ogilby, 1837)
- Neotragus Hamilton Smith, 1827
- Nesotragus Von Dueben, 1846[3]
- Oreotragus A. Smith, 1834
- Ourebia Laurillard, 1842
- őszantilopok (Raphicerus) Hamilton Smith, 1827

### Fordítás
- Ez a szócikk részben vagy egészben  a   Neotragini című angol Wikipédia-szócikk ezen változatának fordításán alapul.  Az eredeti cikk szerkesztőit annak laptörténete sorolja fel. Ez a jelzés csupán a megfogalmazás eredetét és a szerzői jogokat jelzi, nem szolgál a cikkben szereplő információk forrásmegjelöléseként.